# Minoterie Narbonne
La minoterie Narbonne est une minoterie qui se situe sur la rue de Tripoli, dans la commune de Hussein Dey, dans la wilaya d'Alger en Algérie. Elle fut fondée par Louis-Gonzague Narbonne en 1864. Elle est détruite en 2022.

## Histoire
Le bâtiment du premier moulin est construit en 1862 par Louis-Gonzague Narbonne (1828-1893). Dotée de huit éléments, la minoterie permet alors de traiter 350 quintaux à 400 quintaux de blé par jour.
En juin 1941, un incendie ravage la salle des machines, faisant des blessés et des dégâts estimés alors à 300 000 francs.
La minoterie est construite en plusieurs périodes, jusqu'en 1945. Après la guerre d'Algérie, la minoterie est nationalisée au profit de la Société nationale des semouleries, meuneries, fabriques de pâtes alimentaires et couscous, pour être restructurée peu de temps après en plusieurs entreprises d'industrie agricole et dérivés. En 2021, le bâtiment de l'ancienne minoterie est la propriété de l'assemblée populaire communale de Hussein Dey.
En 2010, une expertise d'un organisme national du contrôle technique de la construction du Ministère de l'Habitat, de l’Urbanisme et de la Ville énonce que la structure doit être démolie. Cette décision est retardée en 2013 avec la réalisation du projet du tramway d'Alger.
En 2021, la démolition du bâtiment est relancée. L'entreprise Inventaire citoyen du patrimoine, après avoir été contactée par plusieurs architectes dont Omar Riache (ingénieur polytechnicien expert - décédé le 15/04/2022) , initie un appel pour sauvegarder la minoterie de Hussein Dey. Elle est finalement détruite en avril 2022.